# 咸兴差使
咸兴差使（：／）是朝鲜王朝初年太宗李芳远与太上王李成桂之间的一次政治冲突事件，咸兴是當時李成桂所在之處，咸兴差使指的是李芳远派往咸兴的使者，企圖說服李成桂回到漢城，但大部分使者被李成桂殺死。后来“咸兴差使”成为朝鲜语的著名成语，形容难以完成的危险任务。

## 经过
1400年朝鲜第二次王子之乱后，太上王李成桂的亲信平壤伯赵浚、三司左仆射李恬等人先后被下狱流放。李成桂在神岩寺设法师追荐死于第一次王子之乱的李芳硕、李济等人时，主事僧人也“暴死”。李成桂不悦。
李芳远即位后，李成桂多次前往汉城、宝盖山、平州温泉等地巡幸。太宗元年（1401年）闰三月十一日，李成桂借口游览金刚山而再次离开开城，随后前往安边府，准备前往咸兴，但在四月二十六日又返回开城，住在德寿宫中。同年八月，李成桂欲以“游览金刚山”的名义再次出京，被李芳远以“朝廷（明朝）使臣即将来我国”为由阻止。十一月十七日，李成桂遣太监招李芳远至德寿宫，与其回忆当年威化岛回军及“化家为国”之事。李芳远日暮时回宫，李成桂欲当晚逃离开城，但因李芳远在夜间再度拜谒而被阻止。十一月二十六日，李成桂借口“巡幸逍遥山”，逃出开城，此后一直居住在逍遥山佛寺旁的宫殿中。
太宗二年（1402年）十月，明朝使臣前往朝鲜，通报建文帝自焚、燕王登基之事。当时李成桂正在杨州的桧岩寺，遂邀请两位明朝使臣温全、杨宁一同游赏冬季的金刚山。十月二十七日，李成桂在澄波渡宴别温全之后，率领侍卫前往东北面。李芳远派朴锡命请李成桂返回开城，与明朝副使见面，李成桂回答说“使臣来则见之，不必王见也”。李芳远不知李成桂去往何处，派遣使者探问，相望于道。李成桂对派来的使者说：“我从即位以来，没有拜过祖宗之陵。如今幸好有空闲，所以先往东北面拜陵，然后游览金刚山，随后还京，之后就不出门了。”十一月九日，李成桂御骑抵达咸兴。
李成桂抵达咸兴后，下令安边大都护使赵思义在附近州郡调兵，在铁岭关设兵阻拦一切人等出关，同时调集东北面安边府、文州的兵马。李芳远为了探问李成桂的动向，多次派出“问安使”，但使者朴淳、宋琉等人均被杀死，金玉谦则被捆缚手脚，以十余人看守，后来趁守者熟睡而逃出。李芳远一边派无学大师劝说太上王回京，一边任命左军总制李龟铁为东北面都体察使，大护军韩兴宝为东北面知兵马使，并赐其御马、弓矢、甲胄。
太宗二年十一月十三日，东北面都体察使李龟铁、东北面都统使赵茂英、安州道都节制使李天祐、东北面江原道都安抚使金英烈等人率兵离开开城，前往咸兴，李龟铁被提升为中军都总制。不久之后，李芳远又下令释放李成桂敬信的益伦、雪悟两名僧人，令其随安平府院君李舒前往咸兴。上护军金继志在铁岭关斩杀两名守将，并杀死为李成桂兵马运送粮草的金乙宝。十一月十七日，李芳远又命闵无疾、辛克礼二人率增援兵力前往东北面。十一月十八日，李成桂带领亲军逃往西北面的孟州，当时李天祐正率领百余游骑在孟州地区活动，被李成桂的亲信赵思义截获，李天祐与其子率十余骑，力战突围。
十一月二十一日，李芳远率领羽林军离开京城，准备亲征李成桂，命闵霁、禹仁烈、崔有庆等人留守京城，金英烈、辛克礼守卫铁岭关。十一月二十五日，李芳远任命李居易为左道都统使，李叔蕃为都镇抚使，闵无疾为都兵马使，李至、郭忠辅、李行、韩圭等人为助战节制使，领兵四万余人，向西北面进军。十一月二十七日，赵思义的部队在安州夜溃，第二天李成桂遣人通知李芳远，称自己准备回銮京城。十二月八日，李成桂一行抵达金郊驿，李芳远准备亲自迎接，但其身边的谋士特意提醒“殿下不宜接近太上王”，结果李芳远前来朝拜之时，李成桂居然朝李芳远放箭，箭射中帐殿的木梁。
此后李成桂被幽禁于开城的德寿宫中，后迁往汉城的昌德宫。由于安边大都护赵思义、永兴府尹金绻等官员曾随李成桂起兵，因此安边大都护府被降级为监务，永兴府的长官从府尹被降格为知府。赵思义、金绻、金温、裴尚忠、康显、赵洪、洪洵、金子良、朴阳、李自芬、金升、林西筠、文众佥、韩定等与李成桂出奔有关的官员均被处决。